# Tulipe (verre)
Pour les articles homonymes, voir Tulipe.
 (mai 2021).
Si vous disposez d'ouvrages ou d'articles de référence ou si vous connaissez des sites web de qualité traitant du thème abordé ici, merci de compléter l'article en donnant les références utiles à sa vérifiabilité et en les liant à la section « Notes et références ».

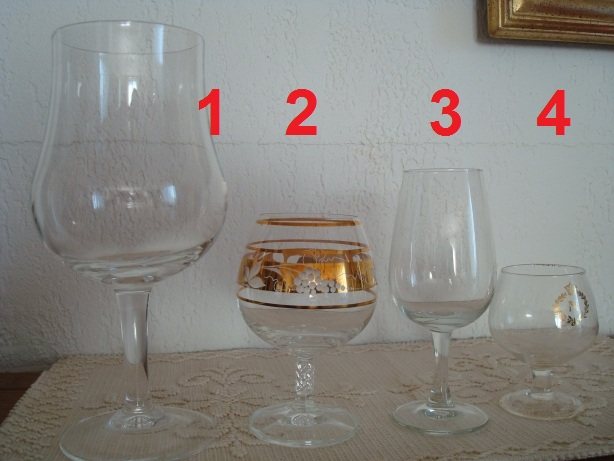
Verres tulipe : de dégustation du vin (1 de 75 cl, 2 et 3 de 10 cl), de cognac (4).

La tulipe est un verre qui doit son nom à sa forme. On distingue deux modèles :
La tulipe simpleun pied court qui se développe en forme de ballon puis qui se referme légèrement pour conserver tous les arômes du liquide qu’il contient ; ce qui en fait le verre idéal pour les dégustations.
La tulipe hurricanedésignation anglaise qui s’applique à une forme tulipe qui se referme puis qui se rouvre légèrement. Très apprécié pour les cocktails.
D’une contenance qui varie de 19 cl pour les spiritueux à 75 cl pour la dégustation des vins fins (dans ce cas le verre n’est jamais rempli, le volume du verre permet aux arômes de se révéler).